# 28 de dezembro
28 de dezembro é o 362.º dia do ano no calendário gregoriano (363.º em anos bissextos). Faltam 3 dias para acabar o ano.

## Eventos históricos

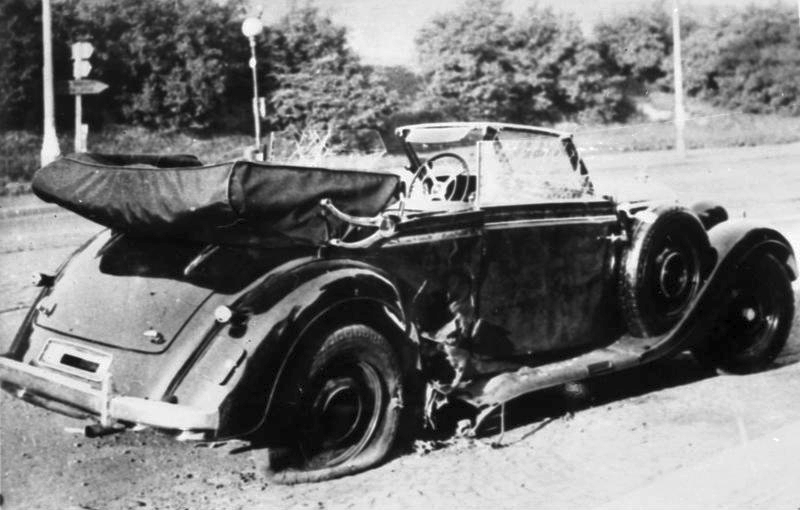
1941: Operação Antropoide

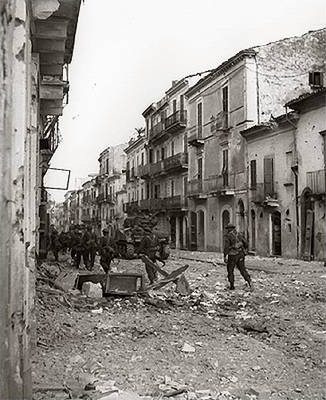
1943: Batalha de Ortona

- 0418 — Um conclave papal começa resultando na eleição do Papa Bonifácio I.
- 0457 — Majoriano é aclamado imperador do Império Romano do Ocidente e reconhecido pelo imperador Leão I, o Trácio.
- 0484 — Alarico II sucede a seu pai Eurico e torna-se rei dos visigodos. Estabelece sua capital em Aire-sur-l'Adour (Gália do Sul).
- 0893 — Um terremoto destrói a cidade de Dvin, na Armênia, causando aproximadamente 30 000 vítimas.
- 1065 — A Abadia de Westminster é consagrada a São Pedro.
- 1308 — Começa o reinado do imperador Hanazono no Japão.
- 1557 — Mem de Sá chega a Salvador, Bahia.
- 1768 — Taksin é coroado rei da Tailândia e estabeleceu Thonburi como capital.
- 1832 — John C. Calhoun é o primeiro vice-presidente norte-americano a renunciar, alegando diferenças com o presidente Jackson.
- 1836 — A Espanha reconhece a independência do México com a assinatura do Tratado de Santa María–Calatrava.
- 1885 — O Congresso Nacional Indiano, partido político da Índia, é fundado na Índia britânica.
- 1895
  - Os Irmãos Lumière inventam o cinematógrafo, que deu origem ao cinema atual.
  - Wilhelm Röntgen publica um artigo detalhando sua descoberta de um novo tipo de radiação, que mais tarde será conhecido como raios-x.
- 1908 — O terremoto de 7,1 Mw Messina abala o sul da Itália com uma intensidade máxima de Mercalli de XI, matando entre 75 000 e 200 000.[1]
- 1911 — O médico Sun Yat Sen, fundador do Partido Nacionalista da China, o Kuomintang, torna-se o primeiro presidente do país.
- 1941 — Segunda Guerra Mundial: Operação Antropoide, o plano para assassinar o alto oficial nazista Reinhard Heydrich.
- 1943 — Segunda Guerra Mundial: após oito dias de brutal guerra urbana, a Batalha de Ortona termina com a vitória da 1.ª Divisão de Infantaria Canadense sobre a 1.ª Divisão de Paraquedistas Alemã e a captura da cidade italiana de Ortona.
- 1965 — O presidente do Vietnã do Norte, Ho Chi Minh, rejeita negociações de paz oferecidas pelos Estados Unidos.
- 1972 — Fundação da PROCERGS, Empresa do Governo estadual do Rio Grande do Sul.
- 1975 — Primeira vez que o Hino nacional de Timor-Leste é cantado.
- 1982 — Por exigência do FMI, Brasil corta subsídios ao petróleo e aumenta gasolina e gás.
- 1993 — O Vaticano reconhece oficialmente a existência do Estado de Israel.
- 1994 — O Ministério das Comunicações do Brasil, por meio de uma portaria, aprova a Norma de Execução do Serviço de Radioamador (veja Estação de radiocomunicação).
- 1997 — O governo de Hong Kong mata e incinera 1,3 milhões de galinhas na tentativa de eliminar o vírus da gripe aviária, que havia matado quatro pessoas e causado temor de uma epidemia.
- 2006 — Guerra na Somália: os militares do governo federal de transição da Somália e as tropas etíopes capturam Mogadíscio sem oposição.
- 2014
  - O voo AirAsia 8501 cai no estreito de Karimata, no trajeto de Surabaya para Singapura, matando todas as 162 pessoas a bordo.
  - Nove pessoas morrem e outras 19 desaparecem, quando o MS Norman Atlantic pega fogo no Estreito de Otranto, no Mar Adriático, em águas italianas.
- 2019 — Atentado suicida em posto de controle de polícia em Mogadíscio, Somália, mata 79 pessoas e fere outras 149.[2]

## Nascimentos

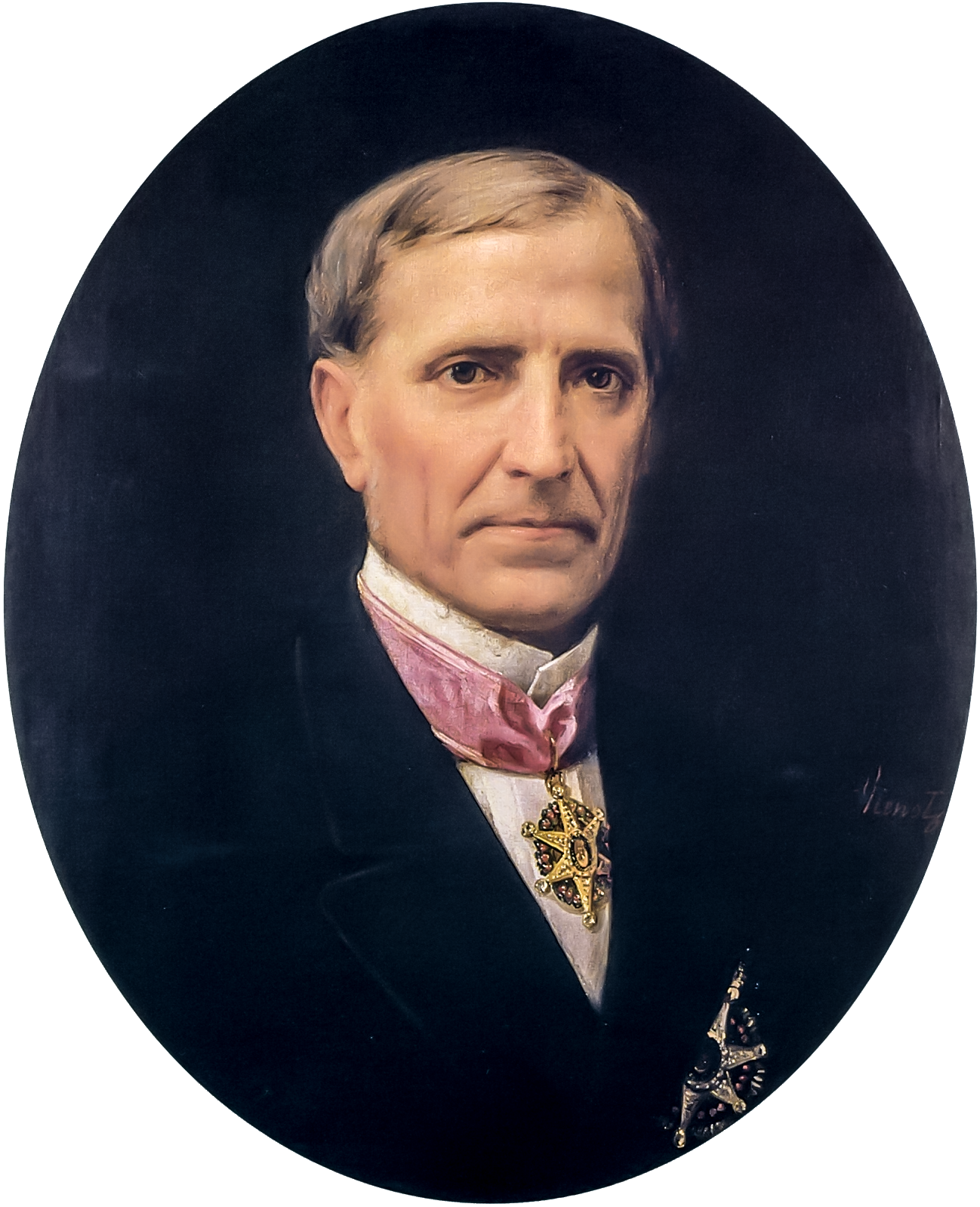
Visconde de Mauá

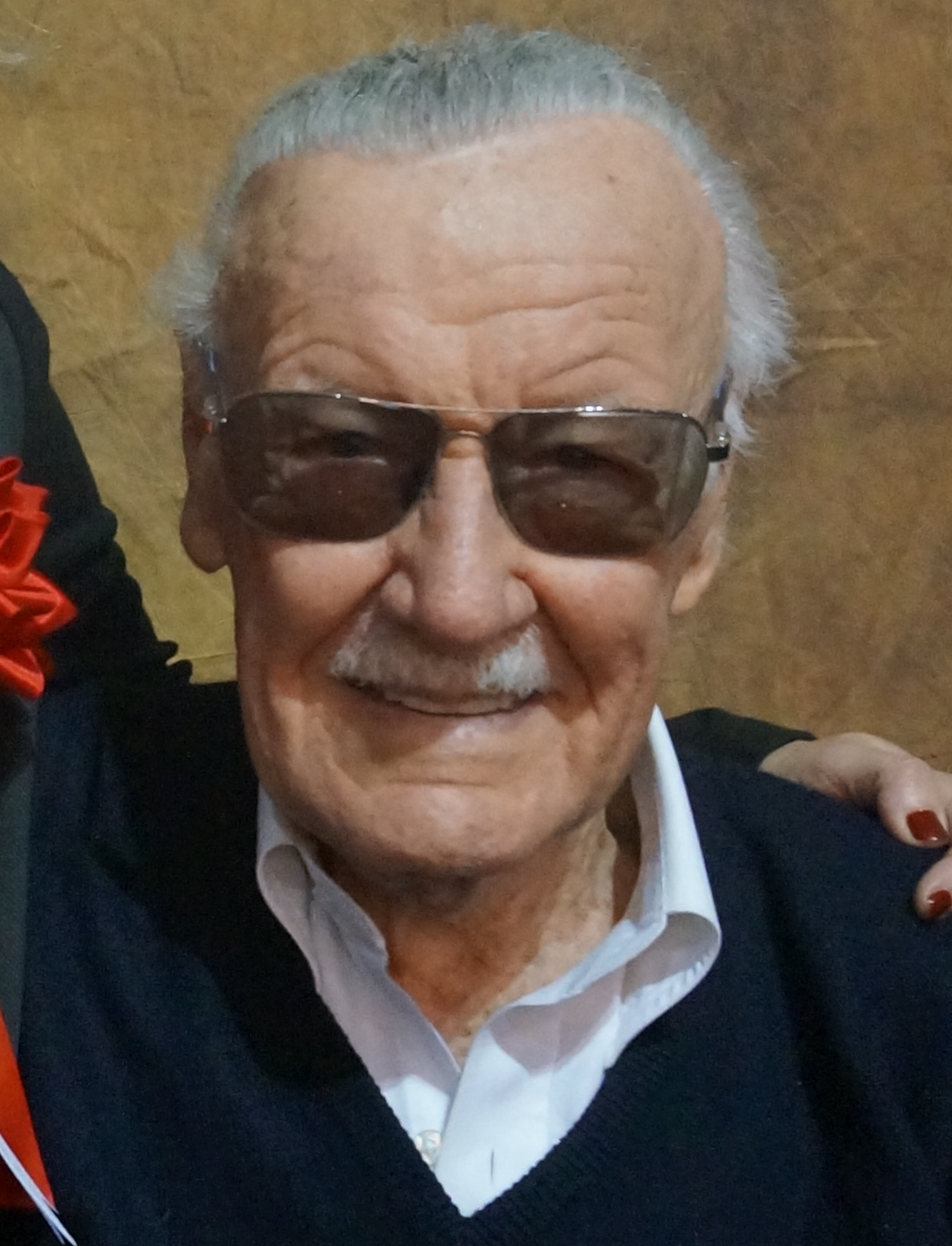
Stan Lee

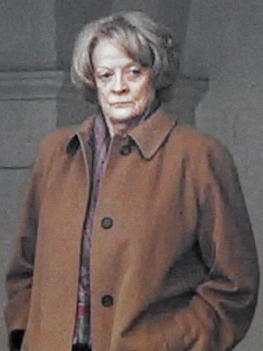
Maggie Smith

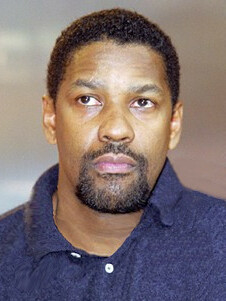
Denzel Washington

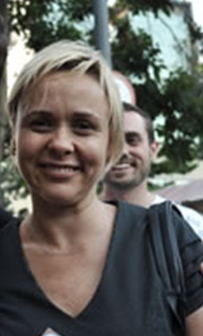
Giulia Gam

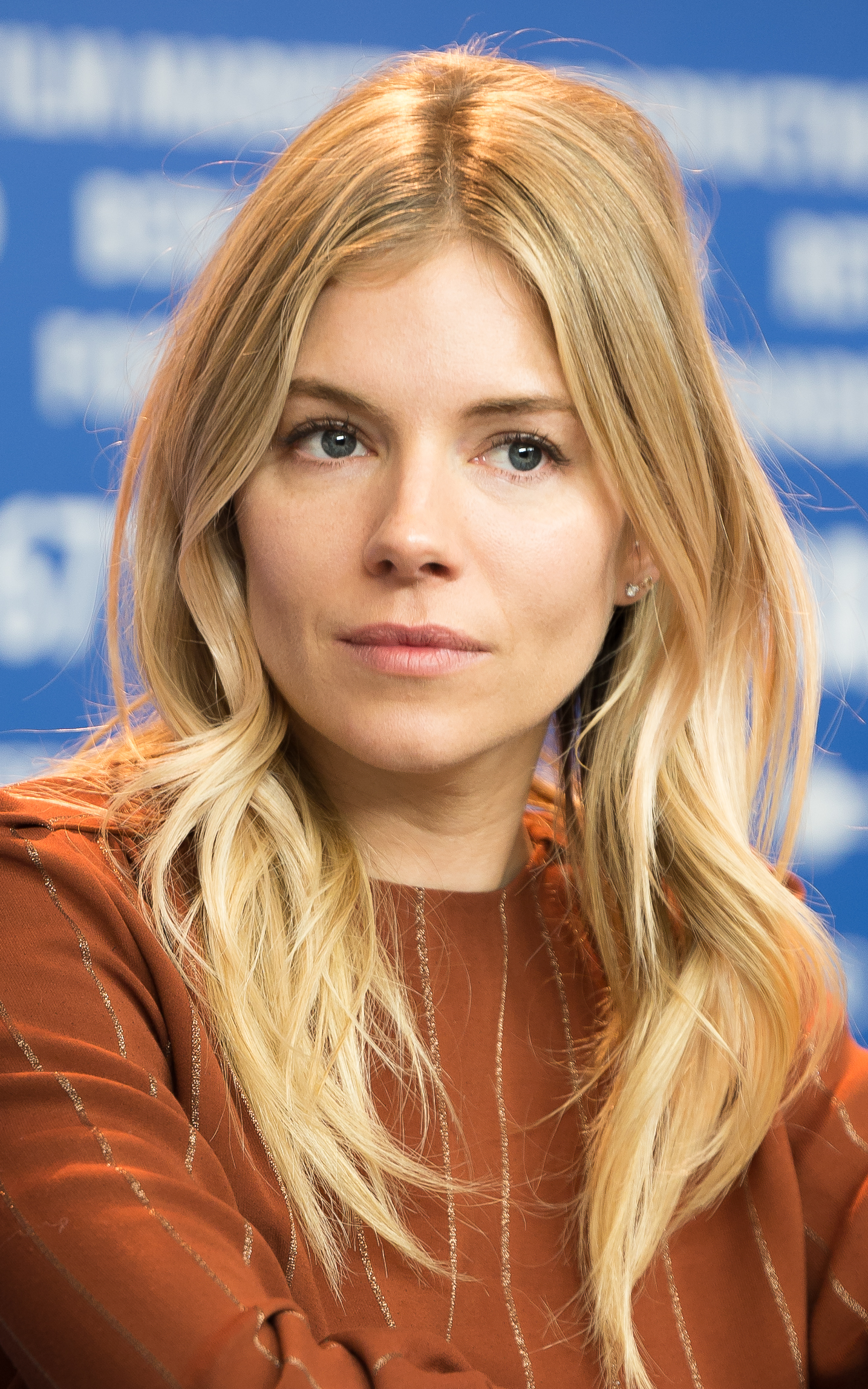
Sienna Miller

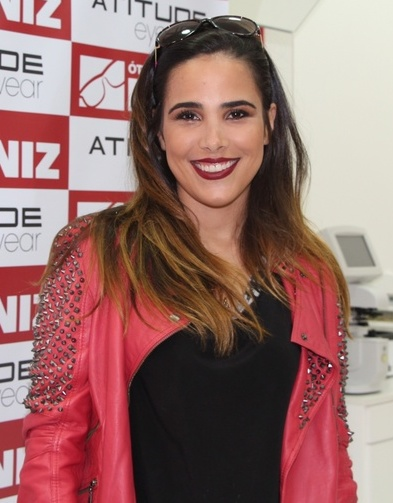
Wanessa Camargo

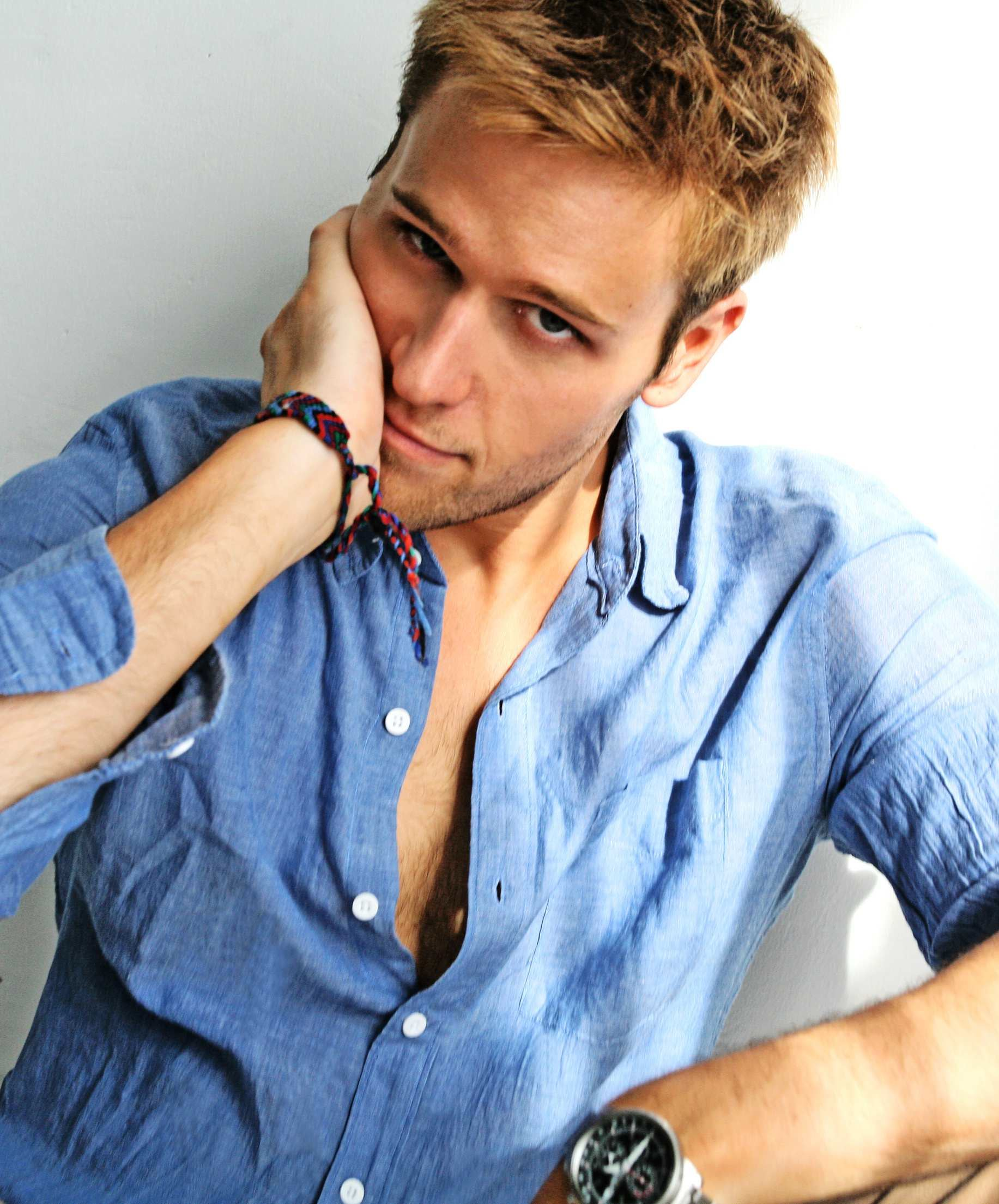
Dan Amboyer

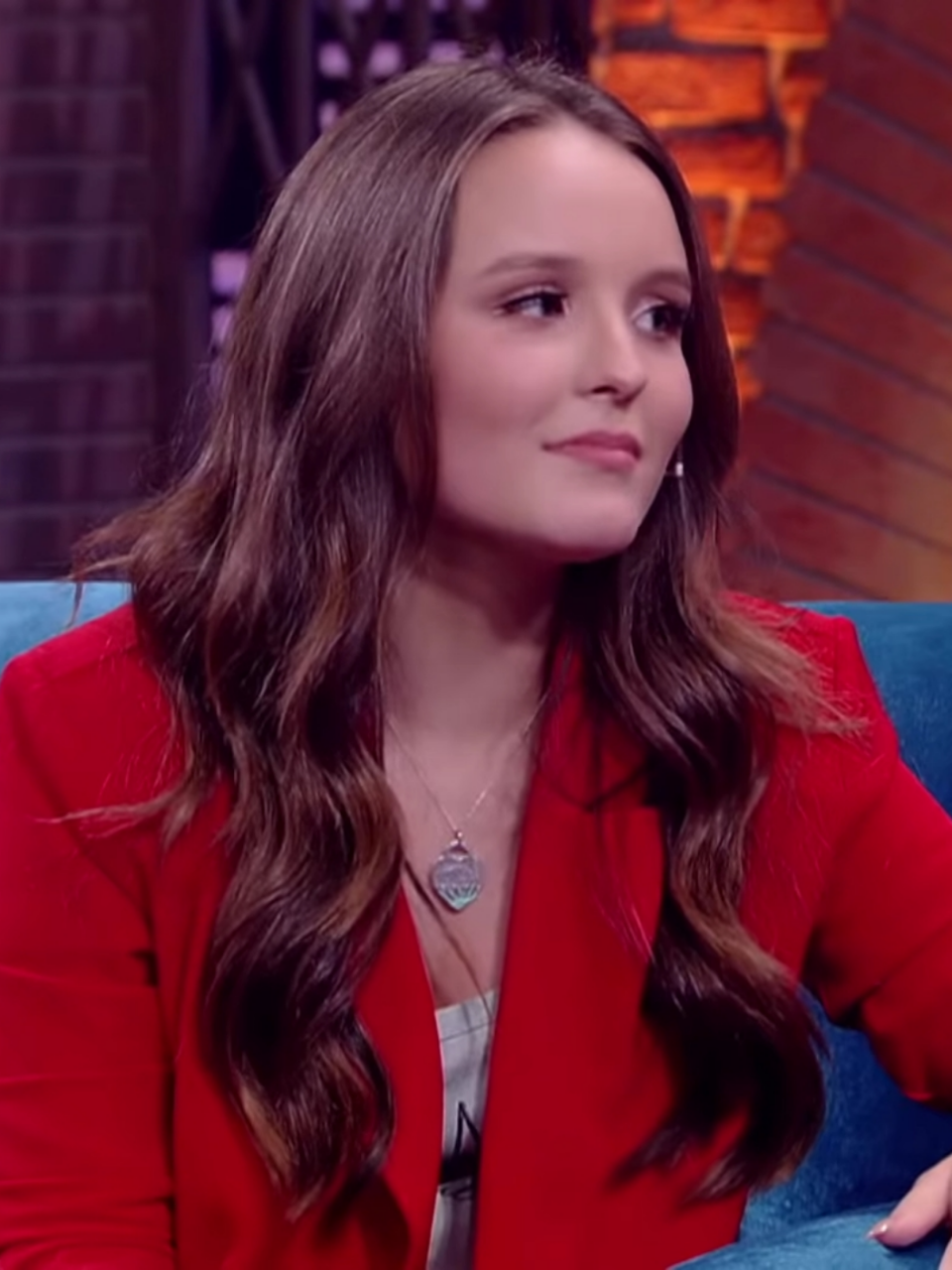
Larissa Manoela

### Anteriores ao século XIX
- 1164 — Rokujo, imperador japonês (m. 1176).
- 1510 — Nicholas Bacon, político inglês (m. 1579).
- 1630 — Ludolf Backhuysen, pintor germano-neerlandês (m. 1708).
- 1635 — Isabel Stuart da Inglaterra (m. 1650).
- 1665 — George FitzRoy, 1.º Duque de Northumberland (m. 1716).
- 1686 — Guilherme de São José António de Aranha, arcebispo português (m. 1751).
- 1743 — Vitória de Rohan, princesa de Guéméné (m. 1807).
- 1771 — João Domingos Bomtempo, pianista clássico e compositor português (m. 1842).

### Século XIX
- 1808 — Andreas Bruce, escritor sueco (m. 1885).
- 1813 — Irineu Evangelista de Sousa, industrial e político brasileiro (m. 1889).
- 1814 — John Bennet Lawes, empresário britânico (m. 1900).
- 1831 — Hiromori Hayashi, compositor japonês (m. 1896).
- 1834 — Pierre Jean Marie Delavay, missionário, botânico e explorador francês (m. 1895).
- 1842 — Calixa Lavallée, militar e compositor franco-canadense (m. 1891).
- 1852 — Leonardo Torres y Quevedo, matemático e engenheiro espanhol (m. 1936).
- 1853 — Inglês de Sousa, jornalista e escritor brasileiro (m. 1918).
- 1856 — Woodrow Wilson, político norte-americano (m. 1924).
- 1862 — Saturnino Arouck, militar brasileiro (m. 1915).
- 1865 — Félix Vallotton, pintor e gravurista suíço (m. 1925).
- 1870 — Charles Bennett, atleta britânico (m. 1949).
- 1872 — Pío Baroja, escritor espanhol (m. 1956).
- 1882
  - Arthur Stanley Eddington, astrofísico britânico (m. 1944).
  - Lili Elbe, artista dinamarquês (m. 1931).
- 1883 — Lloyd Fredendall, militar norte-americano (m. 1983).
- 1884 — Joseph Pholien, político belga (m. 1968).
- 1888 — Friedrich Wilhelm Murnau, cineasta alemão (m. 1931).
- 1890 — Viktor Lutze, militar alemão (m. 1943).
- 1894 — Alfred Sherwood Romer, paleontólogo norte-americano (m. 1973).
- 1895 — Werner Junck, militar alemão (m. 1976).
- 1900
  - Ted Lyons, jogador de beisebol estadunidense (m. 1986).
  - Natalio Perinetti, futebolista argentino (m. 1985).

### Século XX

#### 1901–1950
- 1902
  - Tomasz Stankiewicz, ciclista polonês (m. 1940).
  - Mortimer Adler, filósofo norte-americano (m. 2001).
- 1903
  - Earl Hines, pianista de jazz norte-americano (m. 1983).
  - John von Neumann, matemático húngaro (m. 1957).
- 1904
  - Fanny Rosenfeld, atleta canadense (m. 1969).
  - Tatsuo Hori, escritor e tradutor japonês (m. 1953).
- 1907 — Erich Mielke, político alemão (m. 2000).
- 1908 — Lew Ayres, ator norte-americano (m. 1996).
- 1907
  - Carlos Gouvêa Coelho, bispo brasileiro (m. 1964).
  - Erich Mielke, político alemão (m. 2000).
- 1909 — Jacomina van den Berg, ginasta neerlandesa (m. 1996).
- 1913 — Lou Jacobi, ator canadense (m. 2009).
- 1914 — Dick Been, futebolista neerlandês (m. 1978).
- 1916
  - Victor Rendina, ator norte-americano (m. 1985).
  - Nelly Landry, tenista francesa (m. 2010).
- 1921 — Johnny Otis, músico norte-americano (m. 2012).
- 1922
  - Stan Lee, escritor norte-americano de histórias em quadrinhos (m. 2018).
  - Mariana Rey Monteiro, atriz portuguesa (m. 2010).
- 1924
  - Milton Obote, político ugandense (m. 2005).
  - Girma Wolde-Giorgis, político, militar e empresário etíope (m. 2018).
- 1925 — Hildegard Knef, atriz alemã (m. 2002).
- 1928 — Öyvind Fahlström, escritor e pintor sueco-brasileiro (m. 1976).
- 1929 — Maarten Schmidt, astrônomo neerlandês (m. 2022).
- 1930 — Franzl Lang, cantor e músico alemão (m. 2015).
- 1931
  - Guy Debord, escritor francês (m. 1994).
  - Martin Milner, ator norte-americano (m. 2015).
- 1932
  - Manuel Puig, escritor argentino (m. 1990).
  - Nichelle Nichols, atriz e cantora norte-americana (m. 2022).
  - Sérgio Noronha, jornalista esportivo brasileiro (m. 2020).
  - Dorsey Burnette, músico norte-americano (m. 1979).
- 1934 — Maggie Smith, atriz britânica (m. 2024).
- 1935
  - Fernando Lopes, cineasta português (m. 2012).
  - Ary Vidal, treinador de basquetebol brasileiro (m. 2013).
- 1936
  - Abilio Diniz, empresário brasileiro (m. 2024).
  - Han Seung-soo, político, diplomata e economista sul-coreano.
- 1937
  - Jorge Nuno Pinto da Costa, dirigente desportivo português (m.2025).
  - Ratan Tata, empresário industrial, filantropo indiano (m.2024).
- 1938
  - Alexander Horváth, futebolista eslovaco (m. 2022).
  - Pachín, futebolista espanhol (m. 2021).
- 1939
  - Conny Andersson, ex-automobilista sueco.
  - Frank McLintock, ex-futebolista britânico.
- 1940 — Don Francisco, apresentador de televisão chileno.
- 1942 — Julià de Jòdar, escritor espanhol.
- 1943 — Dirce Tutu Quadros, política brasileira (m. 2014).
- 1944
  - Kary Mullis, bioquímico norte-americano (m. 2019).
  - Johnny Isakson, político norte-americano (m. 2021).
- 1945 — Birendra Bir Bikram Shah Dev, rei nepalês (m. 2001).
- 1946 — Edgar Winter, músico norte-americano.
- 1947
  - Mustafa Akıncı, político cipriota.
  - Spencer Bachus, advogado e político norte-americano.
- 1948
  - Édgar Vivar, ator mexicano.
  - Ernesto Aparicio, ex-futebolista salvadorenho.
- 1949 — Jean-Claude Olry, ex-canoísta francês.
- 1950 — Alex Chilton, compositor, cantor e produtor musical estadunidense (m. 2010).

#### 1951–2000
- 1951
  - José Pedro Gomes, ator, autor e encenador português.
  - Jacques Zimako, futebolista francês (m. 2021).
  - Thomas Roth, produtor musical, compositor e cantor brasileiro.
- 1952 — Vítor Serrão, professor, conferencista e historiador de arte português.
- 1953
  - James Foley, cineasta estadunidense.
  - Richard Clayderman, pianista francês.
- 1954 — Denzel Washington, ator, diretor e produtor de cinema norte-americano.
- 1955
  - Liu Xiaobo, crítico literário, escritor e ativista chinês (m. 2017).
  - Aleksandras Abišala, político lituano.
- 1956
  - Nigel Kennedy, violinista britânico.
  - Jimmy Nicholl, ex-futebolista e treinador de futebol britânico.
- 1957 — Tung-Shing Yee, diretor, roteirista e ator chinês.
- 1958
  - Terry Butcher, ex-futebolista e treinador de futebol britânico.
  - Joe Diffie, cantor e compositor norte-americano (m. 2020).
- 1959
  - Everson Walls, ex-jogador de futebol americano estadunidense.
  - Ana Torroja, cantora espanhola.
- 1960
  - Melvin Turpin, jogador de basquete norte-americano (m. 2010).
  - John Fitzgerald, ex-tenista australiano.
  - Chad McQueen, automobilista, ator, produtor e artista marcial norte-americano (m. 2024).
- 1961 — Kent Nielsen, ex-futebolista dinamarquês.
- 1962
  - Solange Frazão, modelo, atriz e apresentadora brasileira.
  - Michel Petrucciani, pianista franco-americano (m. 1999).
- 1963 — Willow Bay, apresentadora de televisão estadunidense.
- 1964 — Rick Leach, ex-tenista norte-americano.
- 1966
  - Giulia Gam, atriz brasileira.
  - Kaliopi, cantora e compositora macedônia.
  - Piotr Beczała, tenor polonês.
- 1967 — Beto, cantor português (m. 2010).
- 1968
  - Leonardo Vieira, ator brasileiro.
  - Andrew Páez, ex-futebolista venezuelano.
- 1969
  - Linus Torvalds, empresário finlandês, criador do Linux.
  - Juan Reynoso, ex-futebolista e treinador de futebol peruano.
  - Maurílio Silva, ex-futebolista e treinador de futebol brasileiro.
- 1970
  - Afonso Nigro, cantor brasileiro.
  - Francesca Le, atriz norte-americana de filmes eróticos.
  - Elaine Hendrix, atriz, modelo e dançarina norte-americana.
- 1971 — Sergi Barjuan, ex-futebolista e treinador de futebol espanhol.
- 1972
  - Patrick Rafter, ex-tenista australiano.
  - Roberto Palacios, ex-futebolista peruano.
  - Cristina Branco, cantora portuguesa.
- 1973
  - Alex Coomber, ex-piloto de skeleton britânica.
  - Kwame Ayew, ex-futebolista ganês.
- 1974 — André Akkari, jogador profissional de poker brasileiro.
- 1976
  - Joe Manganiello, ator e diretor de cinema norte-americano.
  - Brendan Hines, ator, cantor e compositor norte-americano.
- 1977 — Kuami Agboh, ex-futebolista togolês.
- 1978
  - Clodoaldo, ex-futebolista brasileiro.
  - Tuta Guedes, cantora brasileira.
  - John Legend, cantor, compositor e pianista norte-americano.
- 1979
  - Claudia Presăcan, ex-ginasta romena.
  - James Blake, ex-tenista estadunidense.
  - Rafael Leitão, enxadrista brasileiro.
  - Noomi Rapace, atriz sueca.
  - Ahmed Al Masli, ex-futebolista líbio.
- 1980
  - Vanessa Ferlito, atriz norte-americana.
  - Chintu Kampamba, ex-futebolista zambiano.
  - Diego Junqueira, ex-tenista argentino.
- 1981
  - Sienna Miller, atriz e modelo britânica.
  - Khalid Boulahrouz, ex-futebolista neerlandês.
  - Mika Väyrynen, ex-futebolista finlandês.
- 1982
  - Wanessa Camargo, cantora brasileira.
  - Cedric Benson, jogador de futebol americano estadunidense (m. 2019).
  - Jennifer Decker, atriz francesa.
- 1983 — Luciano Becchio, ex-futebolista argentino.
- 1984
  - Alex Lloyd, automobilista britânico.
  - Daniel Ávila, ator brasileiro.
  - Miguel Amado, ex-futebolista uruguaio.
  - Martin Kaymer, golfista alemão.
  - Sean St Ledger, ex-futebolista irlandês.
- 1985
  - Benoît Trémoulinas, ex-futebolista francês.
  - Dan Amboyer, ator norte-americano.
  - Lisa Cant, modelo canadense.
- 1986
  - Bocundji Ca, ex-futebolista guineense.
  - Tom Huddlestone, ex-futebolista britânico.
- 1987
  - Thomas Dekker, ator, cantor e produtor norte-americano.
  - Hannah Tointon, atriz britânica.
  - João José Pereira, triatleta português.
- 1988
  - Jordy Buijs, futebolista neerlandês.
  - Abdou Razack Traoré, futebolista marfinense.
  - Ched Evans, futebolista britânico.
- 1989
  - George Blagden, ator britânico.
  - Tiago Ronaldo, futebolista português.
  - Mackenzie Rosman, atriz norte-americana.
  - Salvador Sobral, cantor português.
  - Sandro Foda, futebolista alemão.
- 1990
  - David Archuleta, cantor norte-americano.
  - Marcos Alonso, futebolista espanhol.
- 1991 — Farah Rumy, política e enfermeira suíça.
- 1992
  - César Martins, futebolista brasileiro.
  - Lucas Cavallini, futebolista canadense.
- 1993
  - Connor Weil, ator americano.
  - Yvon Beliën, voleibolista neerlandesa.
- 1994
  - Anna Dementyeva, ex-ginasta russa.
  - Adam Peaty, nadador britânico.
- 1995
  - Marcos Lopes, futebolista português.
  - Nahitan Nández, futebolista uruguaio.
  - Mauricio Lemos, futebolista uruguaio.
- 1996
  - Luiz da Silva, futebolista peruano.
  - Tanguy Ndombélé, futebolista francês.
  - Yuriy Natarov, ciclista cazaque.
- 1997 — Konstantinos Galanopoulos, futebolista grego.
- 1998
  - Paris Berelc, atriz, modelo e ginasta norte-americana.
  - Jared Gilman, ator norte-americano.
- 1999 — Ary Borges, futebolista brasileira.
- 2000
  - Larissa Manoela, atriz e cantora brasileira.
  - Sebastián Báez, tenista argentino.

### Século XXI
- 2001
  - Madison De La Garza, atriz norte-americana.
  - Maitreyi Ramakrishnan, atriz canadense.
- 2004 — Yana Vorona, ginasta russa.

## Mortes

### Anteriores ao século XIX
- 1218 — Roberto II de Dreux (n. 1154).
- 1394 — Maria Angelina Ducena Paleóloga (n. c. 1350/51).
- 1442 — Catarina de Brunsvique-Luneburgo, eleitora da Saxônia (n. 1395).
- 1503 — Pedro de Médici, senhor de Florença (n. 1471).
- 1622 — Francisco de Sales, santo francês (n. 1567).
- 1694
  - Maria II de Inglaterra (n. 1662).
  - Henry Arundell, 3.º Barão Arundell de Wardour (n. 1607).
- 1706 — Pierre Bayle, filósofo e escritor francês (n. 1647).
- 1734 — Robert Roy MacGregor, herói popular escocês (n. 1671).
- 1782 — Maria Carolina de Saboia, princesa eleitora da Saxônia (n. 1764).

### Século XIX
- 1801 — Samuel Holland, engenheiro e general britânico (n. 1728).
- 1808 — Ana, Duquesa de Cumberland e Strathearn (n. 1743).
- 1829 — Jean-Baptiste de Lamarck, biólogo francês (n. 1744).
- 1858 — Maria Ana da Áustria, arquiduquesa da Áustria (n. 1804).
- 1889 — Teresa Cristina de Bourbon-Duas Sicílias, imperatriz consorte do Brasil (n. 1822).
- 1893 — Richard Spruce, médico e naturalista britânico (n. 1817).
- 1900 — Alexandre de Serpa Pinto, militar e explorador português (n. 1846).

### Século XX
- 1918 — Olavo Bilac, jornalista e poeta brasileiro (n. 1865).
- 1937 — Maurice Ravel, compositor e pianista francês (n. 1875).
- 1947 — Vítor Emanuel III da Itália (n. 1869).
- 1959 — Ante Pavelić, político croata (n. 1889).
- 1963 — Paul Hindemith, compositor, violinista e maestro alemão (n. 1895).
- 1980 — Marcel Langiller, futebolista francês (n. 1908).
- 1991 — Cassandra Harris, atriz norte-americana (n. 1948).
- 1992
  - Daniella Perez, atriz brasileira (n. 1970).
  - Otto Lara Resende, jornalista e escritor brasileiro (n. 1922).
- 1998 — Admildo Chirol, técnico de futebol brasileiro (n. 1934).
- 1999 — Clayton Moore, ator estadunidense (n. 1914).

### Século XXI
- 2004
  - Susan Sontag, escritora e ativista estadunidense (n. 1933).
  - Jerry Orbach, ator norte-americano (n. 1935).
- 2009 — The Rev, baterista, cantor e compositor norte-americano (n. 1981).
- 2012 — Emmanuel Scheffer, treinador de futebol e futebolista israelense (n. 1924).
- 2013
  - Harold Simmons, empresário norte-americano (n. 1931).
  - Ilya Tsymbalar, futebolista e treinador de futebol ucraniano (n. 1969).
- 2014
  - Merrill Womach, cantor norte-americano (n. 1927).
  - Javier Fragoso, futebolista mexicano (n. 1942).
- 2015 — Lemmy, músico britânico (n. 1945).
- 2016 — Debbie Reynolds, atriz norte-americana (n. 1932).
- 2018
  - Elisa Frota Pessoa, física experimental brasileira. (n. 1921).
  - Amos Oz, escritor e pacifista israelense (n. 1939).
- 2019 — Nilcea Freire, médica, acadêmica e pesquisadora brasileira (n. 1953).
- 2020
  - Armando Manzanero, cantor e compositor mexicano (n. 1934).
  - Antônio Aiacyda, político brasileiro (n. 1949).
  - John Madden, treinador de futebol americano (n. 1936).
- 2024 — Igo Iwant Losso, advogado e político brasileiro (n. 1936)

## Feriados e eventos cíclicos
O 4º dia de Natal no Cristianismo Ocidental 

### Brasil
- Aniversário do município de Rio Branco, Acre.
- Aniversário do município de Redenção, Ceará
- Aniversário do município de Ocara, Ceará.
- Aniversário do município de Nova Ramada, Rio Grande do Sul.
- Aniversário do município de Canela, Rio Grande do Sul
- Dia da Marinha Mercante.
- Dia do Salva-vidas.
- Dia do Petroquímico
- Dia Nacional do Cooperativismo de Crédito

### Cristianismo
- 4º dia de Natal
- 20 000 mártires de Nicomédia
- Santos Inocentes

## Outros calendários
- No calendário romano era o 5.º dia (V) antes das Calendas de Janeiro.
- No calendário litúrgico tem a letra dominical E para o dia da semana.
- No calendário gregoriano a epacta do dia é xxiii.